# Karl Ludwig Costenoble
Karl Ludwig Costenoble (Herford (Vesztfália), 1769. december 25. – Prága, 1837. augusztus 28.) német színész és színműíró.

## Pályafutása
Pékinas volt és csak később csapott fel színésznek Müller álnév alatt. Miután több helyütt szerepelt, végül 1818-ban Bécsben császári és királyi udvari színész és rendező lett haláláig itt működött. Kitűnő komikus volt. Nagyszámú drámai gyűjteményét Almanach dramatischer Spiele (Hamburg, 1810, 1811, 1816) és Lustpiele (Bécs, 1890) címmel adta ki. Síremléke a bécsi Zentralfriedhofban található.
1908-ban Bécs Hietzing városrészében utcát neveztek el róla (Costenoblegasse).